# Ceres (waterschap)
Ceres is een voormalig waterschap in de provincie Groningen.
Om de afwatering ten noorden van het Pekelerhoofddiep te verbeteren werd in 1955 het gehele gebied ten noorden van Oude Pekela vanwege de hoogteligging in tweeën geknipt. Beide delen kregen een eigen bemaling en peil. Door deze actie kwamen vier schappen te vervallen. De Tweede Polder en de Roomsche Wijk werden samengevoegd tot Ceres, genoemd naar de strokartonfabriek Ceres. De andere twee werden samen de Scholtenspolder.
In 1961 werd de Kibbelgaarn toegevoegd. Waterstaatkundig gezien ligt het gebied sinds 2000 binnen dat van het waterschap Hunze en Aa's.